# Lwówek Książęcy

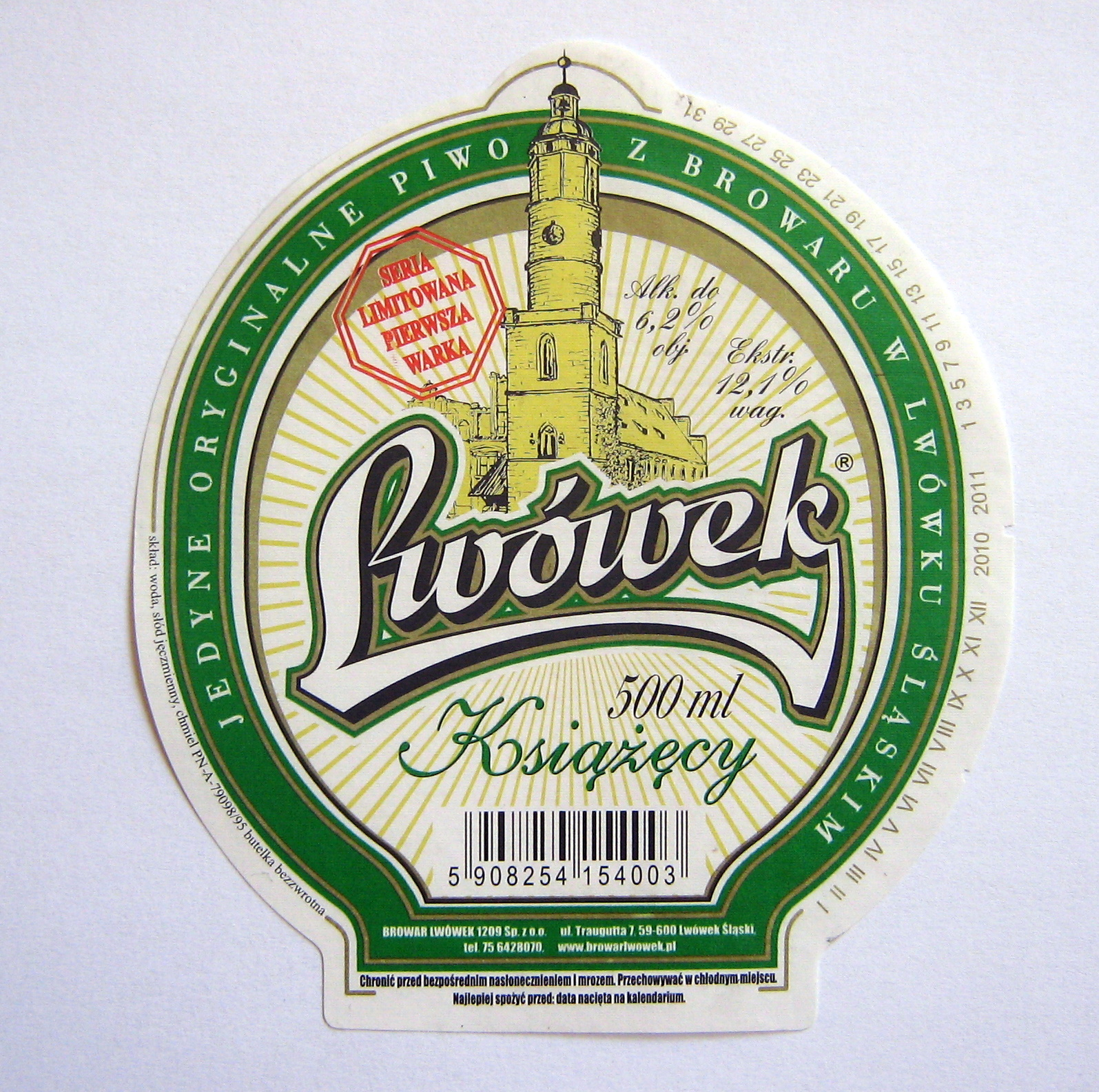
Bierdeckel

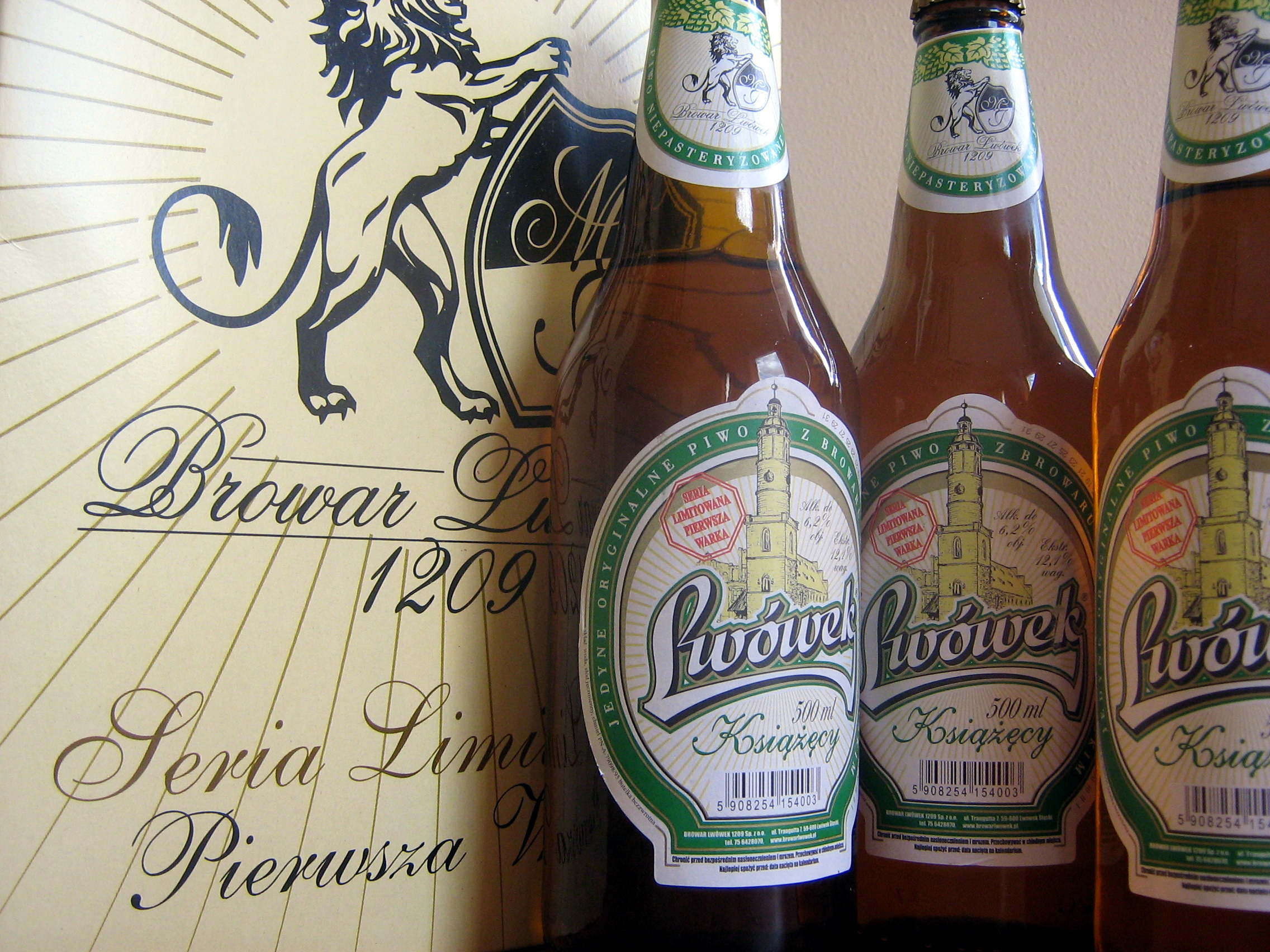
Bierflaschen

Lwówek Książęcy (zu deutsch etwa: Fürstenbier aus Löwenberg) ist ein Bier aus Polen mit einem Alkoholgehalt von 5,4 % Vol. Es wird in der Brauerei in Lwówek Śląski  gebraut, die zur Brauereigruppe Browary Regionalne Jakubiak gehören, einem Zusammenschluss mehrerer ursprünglich selbständiger mittelständischer Brauereien. Die Tradition des Bierbrauens in Lwówek Śląski stammt aus dem Mittelalter. Auf das Jahr 1209 Bezug nehmend gibt die Brauerei an, das älteste Bier in Polen zu brauen. Tatsächlich ist eine Brauerei aus diesem Jahr in dem Ort urkundlich belegt. Die derzeitigen Brauerei entstand Mitte des 19. Jahrhunderts.